# بالکانی
بالکانی (به مجاری: Balkány) یک منطقهٔ مسکونی در مجارستان است که در ناحیه نادی‌کالو واقع شده‌است. بالکانی ۸۹٫۹۹ کیلومتر مربع مساحت و ۶٬۲۱۵ نفر جمعیت دارد.